# 盧巴尼湖
盧巴尼湖（白俄羅斯語：Любань）是白俄羅斯的湖泊，位於穆哈韋茨河流域，由布列斯特州負責管轄，長5.2公里、寬1.4公里，面積1.83平方公里，集水區面積143平方公里。